# Alofia
Alofia is een geslacht van kreeftachtigen uit de klasse van de Ichthyostraca.

## Soorten
- Alofia ginae Giglioli, in Sambon, 1922
- Alofia indica (von Linstow, 1906)
- Alofia merki Giglioli, in Sambon, 1922
- Alofia nilotici Riley & Huchzermeyer, 1995
- Alofia parva Riley & Huchzermeyer, 1995
- Alofia platycephalum (Lohrmann, 1889)
- Alofia simpsoni Riley, 1994
- Alofia travassosi (Heymons, 1932)